# Platmosfamilie
De platmosfamilie (Plagiotheciaceae) is een familie van pleurocarpe mossen uit de orde Hypnales. De familie is wetenschappelijk beschreven door de Duitse bryoloog Max Fleischer en in 1912 voor het eerst geldig gepubliceerd.
Het bevat onder andere de volgende soorten:
- klein pronkmos (Herzogiella striatella)
- lössplatmos (Plagiothecium cavifolium)
- glanzend platmos (Plagiothecium denticulatum)
- krom platmos (Plagiothecium laetum)
- dwergplatmos (Plagiothecium latebricola)
- groot platmos (Plagiothecium nemorale)
- gerimpeld platmos (Plagiothecium undulatum)
- gewoon pronkmos (Pseudotaxiphyllum elegans)

## Kenmerken
Deze familie, vergelijkbaar met de Hypnaceae, kenmerkt zich vooral door een (schijnbaar) tweerijige bladstand. De bladeren liggen met hun lamina in een vlak, maar er zijn ook soorten met in alle richtingen afstaande bladeren of met dakpansgewijs aanliggende bladeren. Vaak zijn de bladeren van de afgeplatte bladsoorten asymmetrisch. 
De bladeren hebben geen hoofdnerf of een korte dubbele nerf. De cellen van de bladschijf zijn bij de meeste soorten prosenchymatisch (zeer langwerpig, bij enkele soorten ook losjes langwerpig ruitvormig).
De planten groeien altijd kruipend, waarbij de zijtakken ook kruipend of opstijgend kunnen zijn. Veel soorten zijn ook volledig onvertakt. De langwerpige cilindrische kapsels staan op een lange seta en hebben een dubbel peristoom. Ze kunnen zowel rechtop als schuin staan. De sporen zijn bolvormig tot eivormig, glad of papilleus.

## Geslachten
De familie omvat de volgende geslachten:
- Herzogiella
- Isopterygiopsis
- Plagiothecium
- Struckia

De volgende geslachten zijn voorlopig in deze familie geplaatst:
- Myurella
- Orthothecium
- Platydictya

Sommige bronnen nemen ook de volgende geslachten op in deze familie:
- Acrocladiopsis
- Bardunovia
- Isocladiella
- Plagiotheciella
- Pseudotaxiphyllum